# Nemo plus iuris
Нико не може на другог пренети више права, него што сам има (лат. Nemo plus iuris ad alium transferre potest quam ipse habet) је латинска изрека која изражава основно начело грађанског права да само титулар права може то право пренети на друго лице, односно да се одређено грађанско право (нпр. право својине) не може стећи од лица које није титулар тог права (нпр. стицање од лопова). Од тог начела ипак постоје и одређени изузеци (стицање од невласника).